# În numele legii
În numele legii (titlul original: în italiană In nome della legge) este un film dramatic italian, realizat în 1949 de regizorul Pietro Germi, după romanul din 1948 „Piccola pretura” a scriitorului Giuseppe Guido Lo Schiavo, protagoniști fiind actorii Massimo Girotti, Jone Salinas, Camillo Mastrocinque, Charles Vanel.

## Rezumat
Acțiunea filmului se petrece la scurt timp după terminarea celui de-al doilea război mondial, în Sicilia. Tânărul judecător Guido Schiavi tocmai a fost de puțin timp mutat la Capodarso. Un bărbat a fost atacat de necunoscuți, dar la anchetarea cazului, Schiavi se bate de un zid de muțenie a localnicilor. Aceștia știu doar că, să vorbească despre mafie sau să încalce legile lor, poate duce la moarte sigură.
Înainte, când mina mai funcționa, toți puteau să trăiască din asta, dar de când s-a închis situația s-a înrăutățit drastic. Schiave vrea să ajute oamenii și negociază cu proprietarul minei, baronul Lo Vasto. Spre surprinderea sa, acesta este verbal foarte binevoitor, desigur pentru a-l distrage de la afacerile sale dubioase. În realitate, încearcă într-adevăr să tărăgăneze deschiderea minei. După încercarea sa eșuată de a-l mitui pe judecător, angajează un criminal să îl elimine.
Schiave și fiica baronului s-au îndrăgostit. Tocmai în ziua nunții lor se întâmplă o nouă crimă. La scurt timp, un membru al mafiei este arestat. Asociația secretă bănuiește pe Paolo de trădare și se hotărăște uciderea sa și eliberarea deținutului din închisoare.
Minerii s-au săturat să fie duși cu vorbe și ocupă cu forța mina. Schiave își face procese de conștiință: pe de o parte vrea să ajute minerii, pe de altă parte trebuie să intervină împotriva acțiunii lor nelegale. Prin asta își scoală toți locuitorii în cap și nu vede altă rezolvare decât să părăsească Capodarso dar tocmai află vestea uciderii lui Paolo. Se hotărăște să adune lumea și ține un discurs înflăcărat, pe toți învinovățindu-i de crima întâmplată. Cu greu reușește să le trezească conștiința, iar aceștia prind pe ucigaș și îl predau autorităților.

## Distribuție
- Massimo Girotti – Guido Schiavi, judecător
- Jone Salinas – baroneasa Teresa Lo Vasto
- Camillo Mastrocinque – baronul Lo Vasto
- Charles Vanel – Turi Passalacqua
- Saro Urzì – Grifò
- Turi Pandolfini – Don Fifì
- Umberto Spadaro – Faraglia, avocat
- Ignazio Balsamo – Francesco Messana
- Nanda De Santis – Lorenzina
- Bernardo Indelicato – Paolino
- Francesco Navarra
- Nadia Niver
- Pietro Sabella
- Saro Arcidiacono
- Natale Cirino
- Alfio Macrì
- Guido Medici
- Carmelo Oliviero
- Aldo Squarzini

## Aprecieri
„ Una din paginile definitorii aleneorealismului. Polar solid, bine jucat și decupatîntr-un ritm palpitant. ”—T. Caranfil , Dicționar universal de filme 

## Vezi și
- Listă de filme străine până în 1989